# Ivan Gubijan
Ivan Gubijan (srb. Иван Губијан, ur. 14 czerwca 1923 w Bjelovarze, zm. 4 stycznia 2009 w Belgradzie) – jugosłowiański lekkoatleta (młociarz), wicemistrz olimpijski z 1948.
Jako pierwszy zawodnik zaczął wykonywać rzut młotem z czterema obrotami w kole, przez co równoważył swoje słabsze warunki fizyczne.
Wystąpił na mistrzostwach Europy w 1946 w Oslo, ale nie zakwalifikował się do finału.
Zdobył srebrny medal na igrzyskach olimpijskich w 1948 w Londynie, za Imre Némethem z Węgier, a przed reprezentantem Stanów Zjednoczonych Bobem Bennettem.
Zajął 4. miejsce na mistrzostwach Europy w 1950 w Brukseli. Zdobył srebrny medal na igrzyskach śródziemnomorskich w 1951 w Aleksandrii, za Włochem Teseo Taddią. Na igrzyskach olimpijskich w 1952 w Helsinkach uplasował się na 9. pozycji, a na mistrzostwach Europy w 1954 w Bernie zajął 7. miejsce.
Trzykrotnie zwyciężał w igrzyskach bałkańskich w 1946, 1953 i 1955.
Był mistrzem Jugosławii w rzucie młotem w latach 1948–1950, 1952 i 1953. Pięciokrotnie poprawiał rekord Jugosławii w tej konkurencji do wyniku 59,69 m uzyskanego 14 sierpnia 1955 w Stambule.
Po zakończeniu kariery sportowej był nauczycielem wychowania fizycznego i trenerem w Belgradzie.